# Dmytro Kozaczenko
Dmytro Anatolijowycz Kozaczenko, ukr. Дмитро Анатолійович Козаченко (ur. 11 stycznia 1982 w Kijowie) – ukraiński piłkarz, grający na pozycji bramkarza.

## Kariera piłkarska

### Kariera klubowa
Wychowanek Szkoły Piłkarskiej Zmina Kijów. Pierwszy trener - Mychajło Łabuzow. Karierę piłkarską rozpoczął w Obołoni Kijów. W 2001 przeszedł do Worskły Połtawa, ale grał tylko w drugiej drużynie, dlatego przeniósł się do Nafkoma Browary. Jako 19-latek został zaproszony do włoskiego klubu AC Siena, ale nie potrafił przebić się do podstawowego składu. W 2003 powrócił do Nafkoma. Zimą 2005 został piłkarzem Zorii Ługańsk. W lutym 2007 przeszedł do Tawrii Symferopol. Na początku 2008 wyjechał do Kazachstanu, gdzie bronił barw FK Atyrau. W grudniu 2008 powrócił do Ukrainy, gdzie został piłkarzem FK Ołeksandrija. Na początku stycznia 2010 przeszedł do uzbeckiego klubu Nasaf Karszy. W sierpniu 2010 podpisał długoterminowy kontrakt z PFK Sumy, ale już po pół roku wrócił do uzbeckiego klubu. 9 stycznia 2012 podpisał 3-letni kontrakt z Zorią Ługańsk. 27 lutego 2013 opuścił ługański klub. W lipcu 2013 został wypożyczony do MFK Mikołajów. 4 marca 2014 roku za obopólną zgodą kontrakt został anulowany, a już 6 marca podpisał kontrakt z Zirką Kirowohrad.

### Kariera reprezentacyjna
Występował w juniorskiej reprezentacji Ukrainy.